# Teresa Nzola Meso

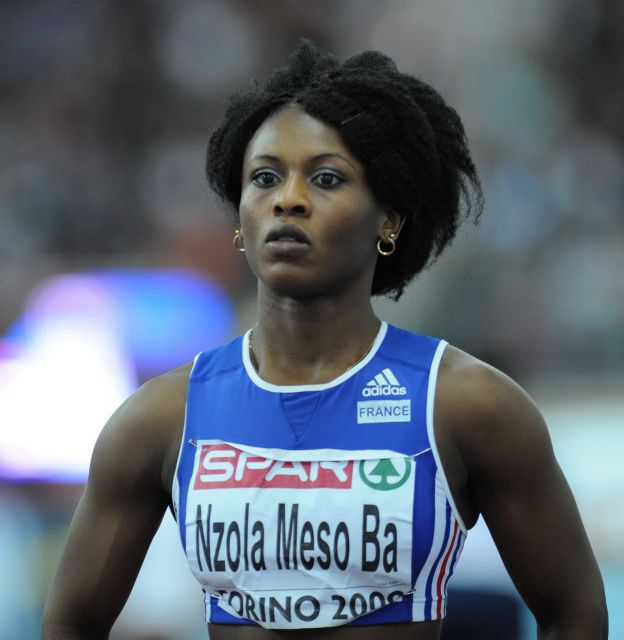
Teresa Nzola Meso bei den Halleneuropameisterschaften 2009 in Turin

Teresa Nzola Meso (Teresa Nzola Meso Ba; * 30. November 1983 in Luanda) ist eine französische Dreispringerin angolanischer Herkunft. 
Zuerst vertrat sie Angola, wechselte aber 2003 nach Frankreich. Davor stellte sie am 27. Juli 2002 mit 13,49 m den noch heute bestehenden Nationalen Rekord im Dreisprung für Angola auf.
2006 wurde sie Neunte bei den Leichtathletik-Europameisterschaften in Göteborg. Im Jahr darauf gewann sie Bronze bei den Halleneuropameisterschaften in Birmingham und verbesserte dabei den französischen Rekord auf 14,49 m. 
Bei den Leichtathletik-Weltmeisterschaften 2007 in Osaka und den Olympischen Spielen 2008 in Peking schied sie in der Qualifikation aus. 2009 wurde sie Fünfte bei den Halleneuropameisterschaften in Turin und Elfte bei den Weltmeisterschaften in Berlin.

## Persönliche Bestleistungen
- Dreisprung: 14,69 m, 23. Juni 2007, München (französischer Rekord)
  - Halle: 14,53 m, 13. Februar 2008, Peania (französischer Rekord)